# Zoubiria
Zoubiria là một đô thị thuộc tỉnh Médéa, Algérie. Dân số thời điểm năm 2002 là 15.009 người.